# Kolhufushi (Meemu-atol)
Kolhufushi is een van de bewoonde eilanden van het Meemu-atol behorende tot de Maldiven. Het is een dubbeleiland met het noordelijke Fenfuraaveli, waar landbouwgrond ontgonnen is. Bij laagwater zijn de twee verbonden, bij hoogwater nauwelijks. Nog noordelijker ligt het onbewoonde Haafushi, gescheiden door een honderd meter brede ondiepte die ook droog kan vallen. Aan de westkant, die naar het rustige water van het atol gekeerd is en gekenmerkt wordt door lagunen en schoorwallen, is een haven aangelegd. De zuidpunt bestaat uit moerassig gebied dat door een ondiepte gescheiden wordt van het kleine rifeiland Dhihthun`di.
Voorzieningen anno 2024 zijn een waterbehandelingsinstallatie en een stroomgenerator, een school, een politiebureau, een gebouw voor het eilandbestuur, twee moskeeën en enkele winkels en cafés.

## Demografie
Per maart 2007 telde Kolhufushi 601 vrouwen en 651 mannen.
| Dhihthun`di, Kolhufushi, Fenfuraaveli en Haafushi |